# Пом Поко
„Пом Поко“ (на японски: 平成狸合戦ぽんぽこ) е японски детски анимационен филм от 1994 година на режисьора Исао Такахата от „Студио Гибли“ по негов собствен сценарий по идея на Хаяо Миядзаки. Премиерата в Япония се състои на 16 юли 1994 г.

## Сюжет
Филмът разказва за тануки - енотовидни кучета, които според японския фолклор имат способността да променят формата си и да предизвикват масови илюзии - и техните неуспешни опити да предотвратят изграждането на нов жилищен комплекс на мястото на гората, в която живеят.

## Персонажи
- Разказвач
- Шокичи
- Гонта
- Сейзаемон
- Ороку
- Бунта
- Рютаро
- Ошо
- Хаяши
- Тамасабуро
- Кохару

## Интересни факти
Във филма има моменти, в които има герои от „Моят съсед Тоторо“, „Доставките на Кики“, „Едва вчера“ и „Порко Росо“.

## Награди и номинации
- 1994: „Оскар“ за най-добър чуждоезичен филм
- 1994: „Майничи“ в категорията най-добър анимационен филм
- „Международен фестивал на анимационния филм в Анеси“ в категорията най-добър анимационен пълнометражен филм